# Love Songs Tour
 (octobre 2013).
Si vous disposez d'ouvrages ou d'articles de référence ou si vous connaissez des sites web de qualité traitant du thème abordé ici, merci de compléter l'article en donnant les références utiles à sa vérifiabilité et en les liant à la section « Notes et références ».
Tournées par Vanessa Paradis
Tournée acoustique
(2010)
Love Songs Tour est la cinquième tournée de la chanteuse Vanessa Paradis, qui se déroule en 2 parties : 
- Du 12 octobre au 19 décembre 2013 en France, Suisse, Belgique et Luxembourg (35 représentations dans 26 villes).
- Du 10 juin au 28 juillet 2014 en France, Angleterre, Espagne, Suisse et Pays-Bas (22 représentations dans 20 villes).

Ce spectacle est constitué en majorité de chansons de l'album Love Songs, ainsi que de certains des plus grands succès de la chanteuse. 

Dans ce récital, Vanessa Paradis reprend la chanson Les Eaux de Mars en hommage à Georges Moustaki.
Benjamin Biolay, réalisateur de l'album Love Songs, l'accompagne sur scène en tant que musicien et le temps d'un duo sur le morceau Les Roses roses (en 2013), puis sur le titre inédit Pas besoin de permis (en 2014), ainsi que sur la chanson Station quatre-septembre lors de certaines dates.
Les premières parties des concerts furent assurées par John Mitchell, Hugh Coltman ou Dominique Dalcan.
Les 2 concerts de Vanessa Paradis donnés aux Nuits de Fourvière de Lyon les 10 juin et 27 juillet 2014 sont des représentations exceptionnelles où la chanteuse interprète l'intégralité de son double-album Love Songs, accompagnée par les musiciens du Conservatoire à Rayonnement Régional de Lyon dirigés par Benjamin Biolay.

## Musiciens
- Philippe Almosnino (guitares)
- Raphaël Chassin (batteries, percussions)
- Reyn Ouwehand (claviers, guitares)
- Nicolas Fiszman (basses, guitares)
- Benjamin Biolay (piano, trombone, violon)

## Liste des chansons (Tour 2013)
1. Les Espaces et les sentiments
2. Il y a
3. Natural high
4. Pourtant
5. Tu pars comme on revient
6. Sunday Mondays
7. Tandem
8. Le rempart
9. New year
10. Que fait la vie ?
11. Station quatre-septembre
12. L'incendie
13. Joe le taxi
14. Dis-lui toi que je t'aime
15. Les eaux de Mars
16. Commando
17. Mi amor
18. La chanson des vieux cons
19. Marilyn et John
20. Love Song
21. Les roses roses (duo Benjamin Biolay)
22. Be My Baby
23. Divine idylle
24. Tu vois c'que j'vois

## Dates de la tournée 2013
- 12 octobre : Évry
- 14 et 15 octobre : Toulouse
- 22 octobre : Troyes
- 23 et 24 octobre : Lyon
- 26 et 27 octobre : Perpignan
- 31 octobre : Metz
- 1er novembre : Strasbourg
- 2 novembre : Liège
- 3 novembre : Bruxelles
- du 5 au  13 novembre : Casino de Paris (7 représentations)
- 27 novembre : Pau
- 28 novembre : Montpellier
- 29 novembre : Grenoble
- 30 novembre : Cannes
- 3 décembre : Bordeaux
- 4 décembre : Rouen
- 5 décembre : Caen
- 8 décembre : Ajaccio
- 10 décembre : Marseille
- 12 décembre : Luxembourg
- 13 décembre : Lille
- 14 décembre : Angers
- 15 décembre : Nantes
- 17 décembre : Orléans
- 18 décembre : Dijon
- 19 décembre : Rennes

## Liste des chansons (Tour 2014)
1. Tu pars comme on revient
2. Mi amor
3. Il y a
4. Les Espaces et les Sentiments
5. Pourtant
6. La Seine
7. Le Rempart
8. Sunday Mondays
9. Marilyn et John
10. Natural High
11. Commando
12. L'Incendie
13. La Chanson des vieux cons
14. New Year
15. Joe le taxi
16. Tandem
17. Station quatre-septembre
18. Love Song
19. Dis lui toi que je t'aime
20. Pas besoin de permis (duo inédit avec Benjamin Biolay)
21. Divine Idylle
22. Tu vois c'que j'vois

- Sur les dates à l'étranger, la chanteuse inclut le titre Be My Baby à la set-list du concert.

## Dates de la tournée 2014
- 10 juin : Nuits de Fourvière de Lyon
- 13 juin : La Cartonnerie à Reims[1]
- 14 juin : Nancy
- 16 juin : Nuits de Fourvière de Lyon[2] (Concert annulé pour cause de grève des intermittents du spectacle)
- 18 juin : Berlin (Allemagne)[3] (Concert complet mais annulé. Raison inconnue)
- 19 juin : Amsterdam (Pays-Bas)[4]
- 21 juin : Londres (Royaume-Uni)[5]
- 24 juin : Clermont-Ferrand[6]
- 25 juin : Toulouse
- 26 juin : Barcelone (Espagne)[7]
- 29 juin : Festival Solidays à Paris (Longchamp)[8]
- 2 juillet : Lille
- 3 juillet : Zénith de Paris[9]
- 5 juillet : Festival Beauregard d'Hérouville St-Clair[10]
- 7 juillet : Festival Les Déferlantes d'Argelès
- 9 juillet : Trianon de Paris (Concert privé Chanel)
- 11 juillet : Festival du Château de Sollies-Pont[11]
- 12 juillet : Festival Musilac d'Aix-les-Bains[12]
- 16 juillet : Festival de Poupet[13]
- 17 juillet : Festival des Vieilles Charrues de Carhaix[14]
- 18 juillet : Brive-plage Festiv'all Brive-la-Gaillarde
- 19 juillet : Festival Grand Souk de Ribérac[15] (Concert annulé pour cause de violentes intempéries)
- 25 juillet : Festival Les Éclats de Salon-de-Provence[16] (Concert annulé pour cause de violentes intempéries)
- 26 juillet : Paléo Festival Nyon[17]
- 27 juillet : Nuits de Fourvière de Lyon[2]
- 28 juillet : Festival de Carcassonne[18]